# Mercedes-Benz Zetros
Mercedes-Benz Zetros — вантажівка, що виробляються компанією Daimler AG для роботи в умовах екстремального бездоріжжя. Вперше представлена на виставці Eurosatory в 2008 році в Парижі.
Моделі Zetros стали продовженням автомобілів для екстремального бездоріжжя Unimog. Відрізняється капотним компонуванням, що полегшує ремонт і забезпечує кращу стійкість.

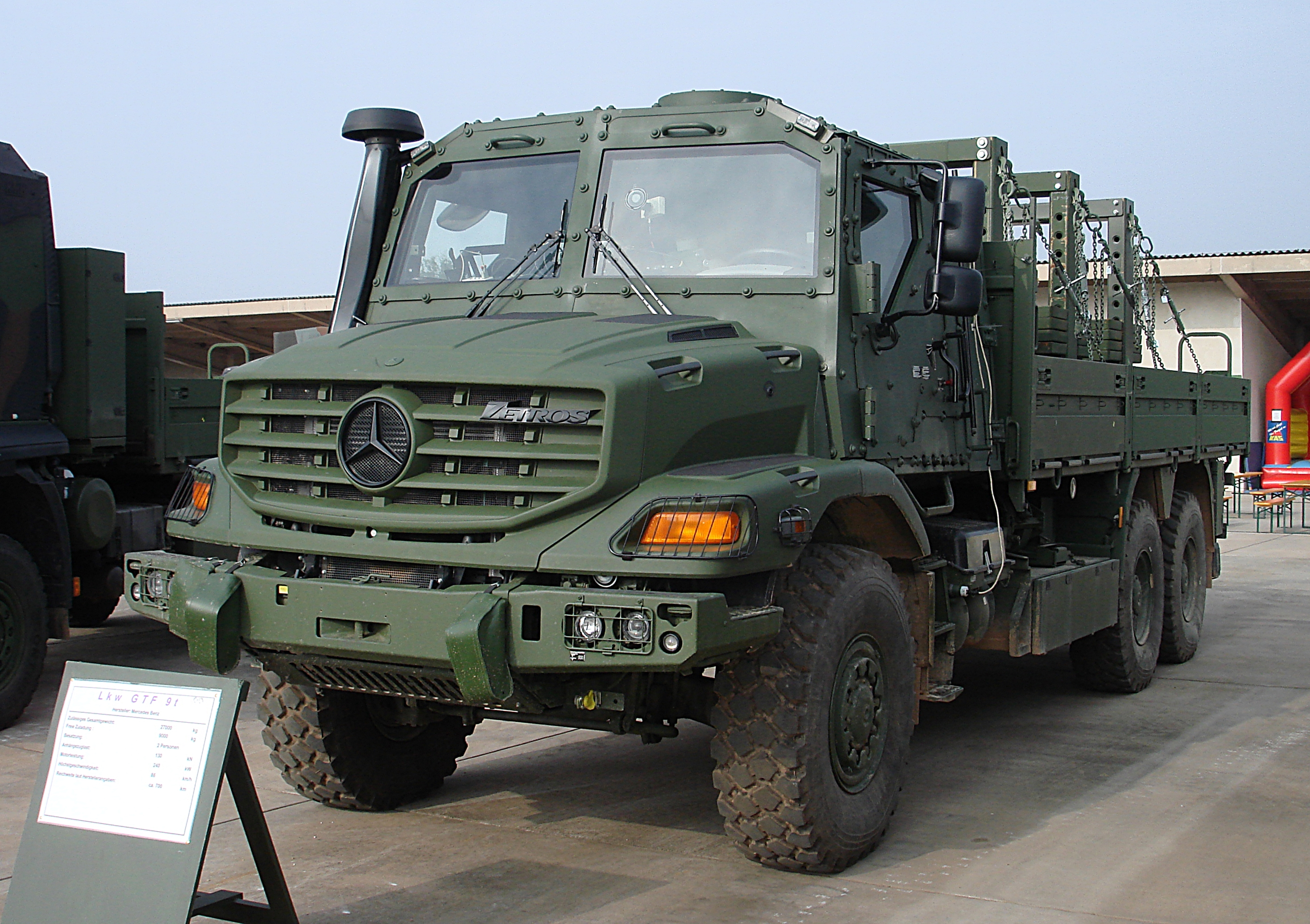
Mercedes-Benz Zetros 2733

Області застосування: енергетичний сектор і нафтовидобування, боротьба з лісовими пожежами, будівництво (наприклад, бетономішалки та бетононасоси), перевезення вантажів і пасажирів в екстремальних умовах, рятувальні роботи при катастрофах, евакуатор, крани, люльки, мобільний генератор, самоскид, заправник, перевезення небезпечних вантажів, бурильні установки.

## Варіанти
Zetros доступний в таких модифікаціях з постійним повним приводом:
- Zetros 1833 (4×4)
- Zetros 2733 (6×6)
- Zetros 2743 (6×6)
- Zetros 3543 (8×8)

## Двигун
На автомобілі модифікацій «1833A» та «2733A» встановлюється рядний шестициліндровий 7,2 л турбодизельний двигун OM926LA, який розвиває максимальні потужність 326 к.с. і крутний момент 1300 Н·м при 1200—1600 об/хв, а в 2015 році з'явилася версія «2743A» з дизельним двигуном OM457LA, об'ємом 11,97 л, потужністю 428 к.с. та крутним моментом 2100 Н·м з нормами викидів Євро-3 для позаєвропейських ринків й 16-ти ступінчастою механічною КПП типу «G240-16».
| Торгове позначення (використовується в моделі)                    | Робочий об'єм, см³                                                | Діаметр циліндра × хід поршня, мм                                 | Код двигуна Mercedes-Benz                                         | Потужність кВт (к. с.) при об/хв, норми викидів                   | Обертовий момент, Н·м при об/хв                                   | Роки випуску                                                      | Система живлення                                                  |
| рядні 6-ти циліндрові дизелі (з турбокомпресором та інтеркулером) | рядні 6-ти циліндрові дизелі (з турбокомпресором та інтеркулером) | рядні 6-ти циліндрові дизелі (з турбокомпресором та інтеркулером) | рядні 6-ти циліндрові дизелі (з турбокомпресором та інтеркулером) | рядні 6-ти циліндрові дизелі (з турбокомпресором та інтеркулером) | рядні 6-ти циліндрові дизелі (з турбокомпресором та інтеркулером) | рядні 6-ти циліндрові дизелі (з турбокомпресором та інтеркулером) | рядні 6-ти циліндрові дизелі (з турбокомпресором та інтеркулером) |
| ----------------------------------------------------------------- | ----------------------------------------------------------------- | ----------------------------------------------------------------- | ----------------------------------------------------------------- | ----------------------------------------------------------------- | ----------------------------------------------------------------- | ----------------------------------------------------------------- | ----------------------------------------------------------------- |
| Zetros 1833A, 2733A                                               | 7201                                                              | 106 × 136                                                         | OM 926 LA                                                         | 240 (326) 2200 Євро-5                                             | 1300 1200-1600                                                    | 2008-                                                             | насосна секція - трубка - форсунка (UPS/PLD)                      |
| Zetros 2743A                                                      | 11967                                                             | 128 × 155                                                         | OM 457 LA                                                         | 315 (428) 1900 Євро-3                                             | 2100 1100                                                         | 2015-                                                             | насосна секція - трубка - форсунка (UPS/PLD)                      |

## Оператори

### Україна
Німецький уряд передавав як матеріальну технічну допомогу Україні вантажівки Zetros. Станом на початок квітня 2023 року із запасів Бундесверу було передано 60 вантажівок цього типу.
За підрахунками групи Oryx, станом на серпень 2023 року Німеччина передала Україні 156 вантажівок Zetros та повідомила про плани передати іще 50 вантажівок цієї моделі.